# Alexander Buchmann
Alexander Buchmann (* 24. Januar 1982 in Trondheim, Norwegen) ist ein ehemaliger norwegischer Handballspieler. Seine Körperlänge beträgt 1,89 m.
Buchmann, der zuletzt für den französischen Verein US Ivry HB spielte und für die norwegische Männer-Handballnationalmannschaft auflief, wurde meist auf der Rückraum Mitte eingesetzt.
Alexander Buchmann spielte in seiner Jugend für Astor, Byåsen Håndball Elite, Sjetne sowie in der Saison 1999/2000 für die Reserve der SG Flensburg-Handewitt. Bei seiner Rückkehr nach Norwegen schloss er sich dem Erstligisten Heimdal Håndballklubb an und entwickelte sich dort schnell zum besten Torschützen und Führungsspieler. Im Sommer 2003 nahm er den zweiten Anlauf in Deutschland, diesmal aber in der ersten Mannschaft der SG Flensburg-Handewitt. Allerdings blieb er hinter Glenn Solberg und Christian Berge nur dritte Wahl auf der Spielmacherposition, sodass er ab November an den dänischen Club Aarhus GF ausgeliehen und im Januar schließlich an den französischen Verein US Ivry HB verkauft wurde. Als Ersatz für Buchmann verpflichtete Flensburg Kjetil Strand. Nach anderthalb Jahren beim Pariser Vorstadtclub entschloss Buchmann sich, zu BM Altea in die spanische Liga ASOBAL zu wechseln. Als sich bei seinem Verein im Frühjahr 2007 finanzielle Probleme zeigten, ließ Buchmann sich zunächst an Toulouse Union HB ausleihen. Nach der Lizenzrückgabe Alteas kehrte er im Sommer 2007 zu US Ivry HB zurück. Dort erzielte er in nur 9 Ligaspielen 71 Treffer, riss sich aber im Champions-League-Heimspiel gegen Astrachan die Achillessehne im linken Fuß, sodass er für den Rest der Saison ausfiel. Ende 2008 kaufte er sich aus dem Vertrag heraus.
Alexander Buchmann hat bisher 61 Länderspiele für die norwegische Männer-Handballnationalmannschaft bestritten. Aufgrund von schlechten Erfahrungen mit früheren Jugendauswahltrainern zögerte er lange, überhaupt für sein Land anzutreten. Erst mit 23 Jahren debütierte er schließlich. Mit Norwegen nahm er an der Handball-Europameisterschaft 2006 sowie an der Handball-Weltmeisterschaft der Herren 2007 in Deutschland teil, schied aber beide Male bereits nach der Vorrunde aus und belegte bei letzterer am Ende den 13. Platz. Für die Handball-Europameisterschaft 2008 in Norwegen nahm er verletzungsbedingt nicht teil.
Buchmann ist Athletenbotschafter der Entwicklungshilfeorganisation Right to Play.
Bachmann heiratete im Oktober 2016 die norwegische Popsängerin Marit Larsen. 2020 wurden die beiden Eltern einer Tochter. 